# Tour der neuseeländischen Rugby-Union-Nationalmannschaft nach Australien 1893
| Tour der All Blacks nach Australien 1893 | Tour der All Blacks nach Australien 1893 | Tour der All Blacks nach Australien 1893 | Tour der All Blacks nach Australien 1893 | Tour der All Blacks nach Australien 1893 |
| Übersicht                                | S                                        | G                                        | U                                        | N                                        |
| ---------------------------------------- | ---------------------------------------- | ---------------------------------------- | ---------------------------------------- | ---------------------------------------- |
| Sonstige Spiele                          | 11                                       | 10                                       | 0                                        | 1                                        |
| Gesamt                                   | 11                                       | 10                                       | 0                                        | 1                                        |

Die Tour der neuseeländischen Rugby-Union-Nationalmannschaft nach Australien 1893 umfasste eine Reihe von Freundschaftsspielen der Nationalmannschaft Neuseelands in der Sportart Rugby Union. Das Team reiste im Juni und Juli 1893 durch die britischen Kolonien New South Wales und Queensland (heute Teil von Australien). Es bestritt elf Spiele gegen Auswahlteams, davon eines in Neuseeland zur Vorbereitung; allerdings fanden keine Test Matches statt. Organisator war erstmals die New Zealand Rugby Football Union, die im Jahr zuvor gegründet worden war.

## Spielplan
- Hintergrundfarbe grün = Sieg
- Hintergrundfarbe rot = Niederlage

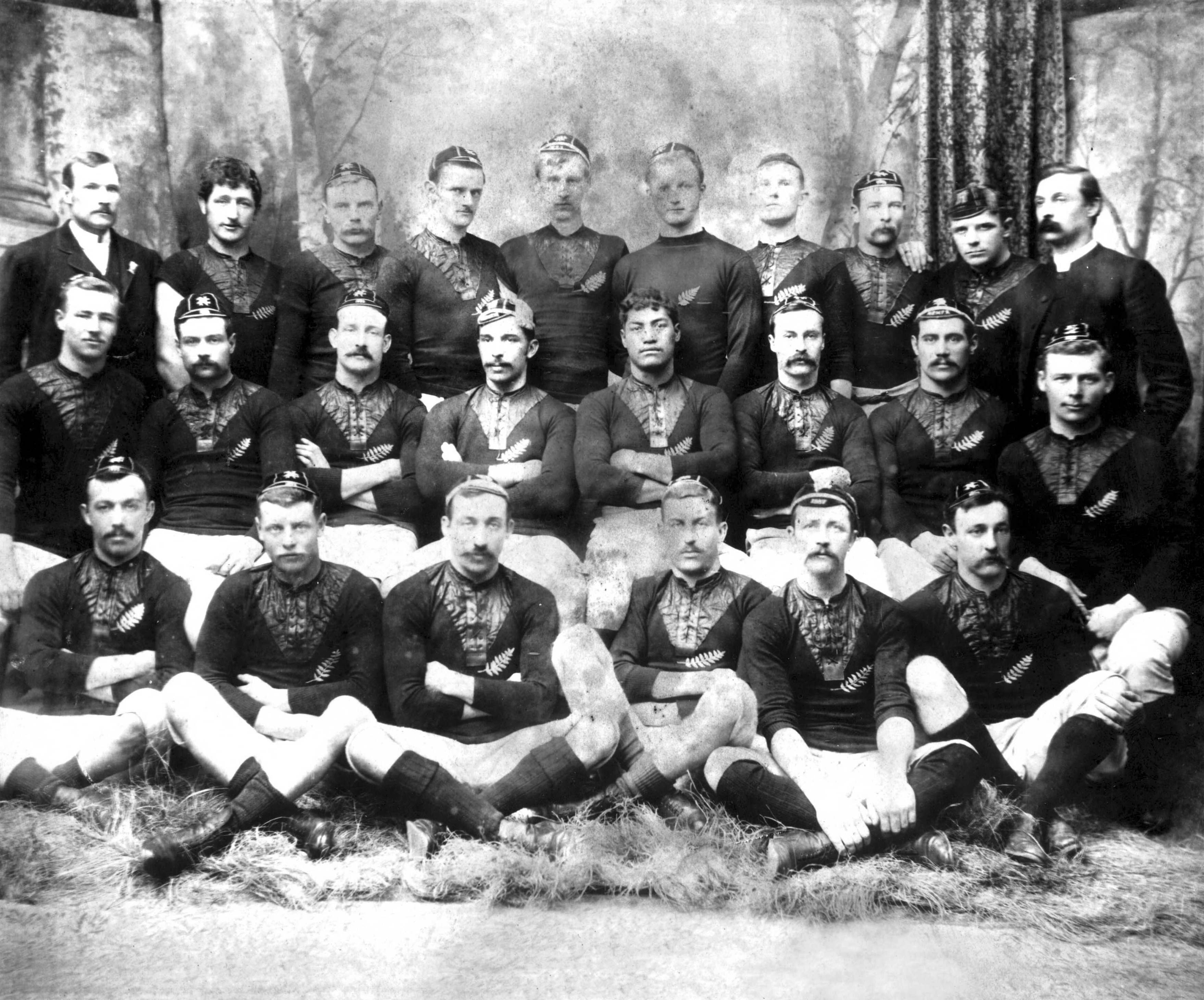
Das neuseeländische Team während der Tour von 1893

(Ergebnisse aus der Sicht Neuseelands)
| #  | Datum         | Gegner                   | Ort        | Stadion                     | Ergebnis |
| -- | ------------- | ------------------------ | ---------- | --------------------------- | -------- |
| 01 | 21. Juni 1893 | Combined XV              | Wellington | Petone Recreation Ground    | 7:4      |
| 02 | 28. Juni 1893 | Cumberland County        | Sydney     | Cumberland Oval             | 8:0      |
| 03 | 01. Juli 1893 | New South Wales Waratahs | Sydney     | Sydney Cricket Ground       | 17:8     |
| 04 | 04. Juli 1893 | New South Wales Junior   | Sydney     | Sydney Cricket Ground       | 19:0     |
| 05 | 06. Juli 1893 | Northern Districts       | Newcastle  | Sports Ground               | 25:3     |
| 06 | 08. Juli 1893 | New South Wales Waratahs | Sydney     | Agricultural Society Ground | 3:25     |
| 07 | 15. Juli 1893 | Queensland Reds          | Brisbane   | Exhibition Ground           | 14:3     |
| 08 | 19. Juli 1893 | Queensland Reds 2nd XV   | Brisbane   | Exhibition Ground           | 6:0      |
| 09 | 22. Juli 1893 | New South Wales Waratahs | Sydney     | Agricultural Society Ground | 36:0     |
| 10 | 26. Juli 1893 | Western Districts        | Bathurst   | Bathurst Ground             | 24:5     |
| 11 | 29. Juli 1893 | New South Wales Waratahs | Sydney     | Sydney Cricket Ground       | 16:0     |

## Kader

### Management
- Tourmanager: G. F. C. Campbell
- Kapitän: Thomas Ellison

### Spieler

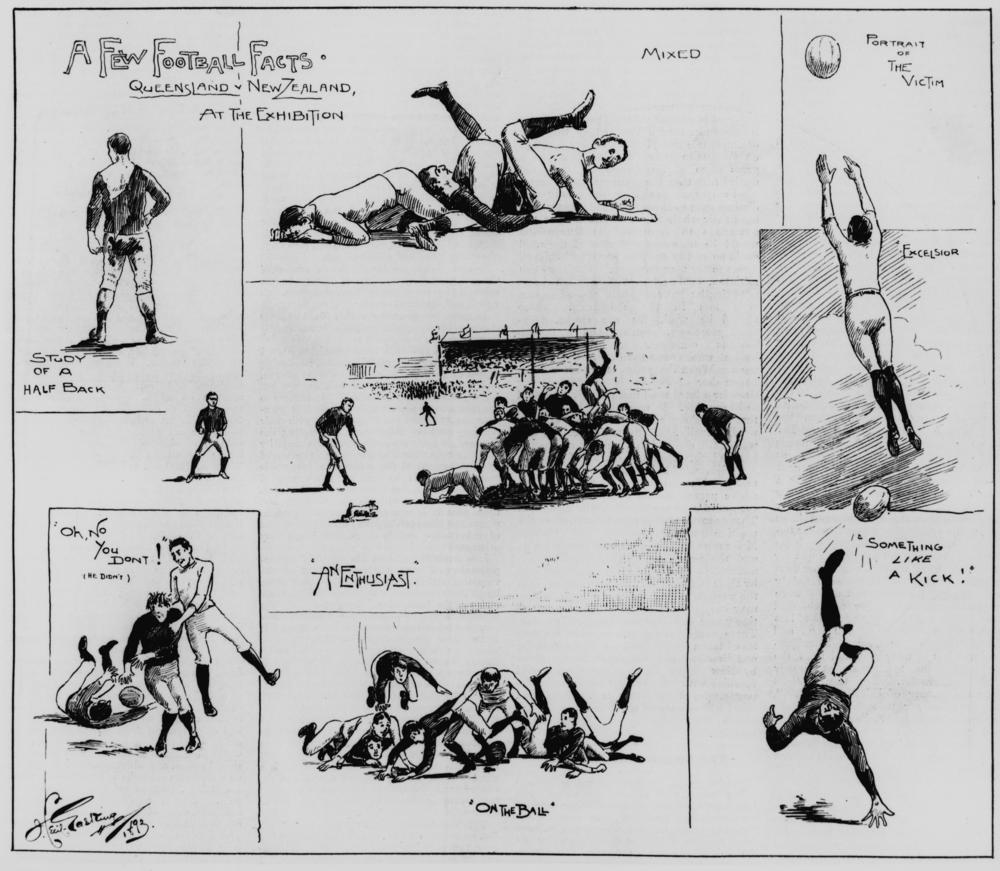
Skizzen eines Spiels der Neuseeländer gegen die Queensland Reds in der Zeitung The Queenslander

| Spieler          | Position         | Mannschaft |
| ---------------- | ---------------- | ---------- |
| Henry Butland    | Halbspieler      | West Coast |
| David Gage       | Halbspieler      | Wellington |
| Maurice Herrold  | Halbspieler      | Auckland   |
| Graham Shannon   | Halbspieler      | Manawatu   |
| Alan Good        | Dreiviertelreihe | Taranaki   |
| George Harper    | Dreiviertelreihe | Nelson     |
| Francis Jervis   | Dreiviertelreihe | Auckland   |
| William Wynyard  | Dreiviertelreihe | Wellington |
| Archibald D’Arcy | Schlussmann      | Wairarapa  |
| Henry Wilson     | Schlussmann      | Wellington |

| Spieler           | Position | Mannschaft       |
| ----------------- | -------- | ---------------- |
| Alfred Bayly      | Stürmer  | Taranaki         |
| Sam Cockroft      | Stürmer  | Manawatu         |
| Thomas Ellison    | Stürmer  | Wellington       |
| John Gardner      | Stürmer  | South Canterbury |
| Roderick Gray     | Stürmer  | Wairarapa        |
| James Lambie      | Stürmer  | Taranaki         |
| Charles Macintosh | Stürmer  | South Canterbury |
| Robert McKenzie   | Stürmer  | Auckland         |
| William McKenzie  | Stürmer  | Wairarapa        |
| John Mowlem       | Stürmer  | Manawatu         |
| Frederick Murray  | Stürmer  | Auckland         |
| Robert Oliphant   | Stürmer  | Wellington       |
| Walter Pringle    | Stürmer  | Wellington       |
| Charles Speight   | Stürmer  | Auckland         |
| Angus Stuart      | Stürmer  | Wellington       |
| Hoeroa Tiopira    | Stürmer  | Hawke’s Bay      |
| Billy Watson      | Stürmer  | Wairarapa        |